# Polystichum tangmaiense
Polystichum tangmaiense là một loài thực vật có mạch trong họ Dryopteridaceae. Loài này được H.S. Kung & Tateishi miêu tả khoa học đầu tiên năm 1994.